# 索梅羅冰川
索梅羅冰川（英語：Somero Glacier），是南極洲的冰川，位於阿蒙森海岸，全長13公里，流經費爾韋瑟山，最終在鄧肯山脈以南注入利夫冰川，現時由南極條約體系管理。